# Kevin Todd
Kevin Todd (né le 4 mai 1968 à Winnipeg dans la province de Manitoba au Canada) est un joueur professionnel canadien de hockey sur glace. Il évolue au poste de centre.

## Biographie
Évoluant pour les Raiders de Prince Albert au niveau junior, il est choisi par les Devils du New Jersey au 129e rang au septième tour lors du repêchage d'entrée dans la LNH 1986. Il joue tout d'abord ses premières saisons professionnelles dans la LAH avec les Devils d'Utica et à sa troisième saison avec Utica, il réalise un total de 118 points et met la main sur les trophées John B. Sollenberger et Les-Cunningham, remis respectivement au meilleur pointeur et au meilleur joueur dans la LAH.
Il devient régulier dans la LNH en 1991-1992. Il connaît une bonne saison comme recrue avec 63 points, dont 21 buts, en 80 parties et est nommé sur l'équipe des recrues de la ligue aux côtés de Tony Amonte et Gilbert Dionne en attaque. Il n'arrive cependant pas à confirmer cette saison et l'année suivante, les Devils l'échangent aux Oilers d'Edmonton en compagnie de Zdeno Cíger contre Bernie Nicholls.
La saison 1993-1994 étant à peine commencée, il est encore une fois échangé, aux Blackhawks de Chicago contre le prospect Adam Bennett. Il change encore d'équipe durant la même saison, lorsque Chicago l'échange aux Kings de Los Angeles contre un choix de repêchage en 1994. 
Après deux saisons et demie avec les Kings, il signe comme agent libre avec les Penguins de Pittsburgh durant l'été 1996. Par contre, il ne jouera jamais de match avec les Penguins puisqu'il est réclamé au ballotage par les Mighty Ducks d'Anaheim avant le début de la saison. Il joue deux saisons avec les Mighty Ducks avant de quitter pour la Suisse en 1998 en s'alignant pour le EV Zoug, équipe avec laquelle il joue sa dernière saison professionnelle.

## Statistiques
| Saison     | Équipe                   | Ligue      |     | Saison régulière | Saison régulière | Saison régulière | Saison régulière | Saison régulière |   | Séries éliminatoires | Séries éliminatoires | Séries éliminatoires | Séries éliminatoires | Séries éliminatoires |
| Saison     | Équipe                   | Ligue      | PJ  | B                | A                | Pts              | Pun              | PJ               | B | A                    | Pts                  | Pun                  |                      |                      |
| 1985-1986  | Raiders de Prince Albert | LHOu       | 55  | 14               | 25               | 39               | 19               | 20               | 7 | 6                    | 13                   | 29                   |                      |                      |
| 1986-1987  | Raiders de Prince Albert | LHOu       | 71  | 39               | 46               | 85               | 92               | 8                | 2 | 5                    | 7                    | 17                   |                      |                      |
| 1987-1988  | Raiders de Prince Albert | LHOu       | 72  | 49               | 72               | 121              | 83               | 10               | 8 | 11                   | 19                   | 27                   |                      |                      |
| 1988-1989  | Devils d'Utica           | LAH        | 78  | 26               | 45               | 71               | 62               | 4                | 2 | 0                    | 2                    | 6                    |                      |                      |
| 1988-1989  | Devils du New Jersey     | LNH        | 1   | 0                | 0                | 0                | 0                | -                | - | -                    | -                    | -                    |                      |                      |
| 1989-1990  | Devils d'Utica           | LAH        | 71  | 18               | 36               | 54               | 72               | 5                | 2 | 4                    | 6                    | 2                    |                      |                      |
| 1990-1991  | Devils d'Utica           | LAH        | 75  | 37               | 81               | 118              | 75               | -                | - | -                    | -                    | -                    |                      |                      |
| 1990-1991  | Devils du New Jersey     | LNH        | 1   | 0                | 0                | 0                | 0                | 1                | 0 | 0                    | 0                    | 6                    |                      |                      |
| 1991-1992  | Devils du New Jersey     | LNH        | 80  | 21               | 42               | 63               | 69               | 7                | 3 | 2                    | 5                    | 8                    |                      |                      |
| 1992-1993  | Devils du New Jersey     | LNH        | 30  | 5                | 5                | 10               | 16               | -                | - | -                    | -                    | -                    |                      |                      |
| 1992-1993  | Devils d'Utica           | LAH        | 2   | 2                | 1                | 3                | 0                | -                | - | -                    | -                    | -                    |                      |                      |
| 1992-1993  | Oilers d'Edmonton        | LNH        | 25  | 4                | 9                | 13               | 10               | -                | - | -                    | -                    | -                    |                      |                      |
| 1993-1994  | Blackhawks de Chicago    | LNH        | 35  | 5                | 6                | 11               | 16               | -                | - | -                    | -                    | -                    |                      |                      |
| 1993-1994  | Kings de Los Angeles     | LNH        | 12  | 3                | 8                | 11               | 8                | -                | - | -                    | -                    | -                    |                      |                      |
| 1994-1995  | Blizzard d'Utica         | CoHL       | 2   | 1                | 3                | 4                | 0                | -                | - | -                    | -                    | -                    |                      |                      |
| 1994-1995  | Kings de Los Angeles     | LNH        | 33  | 3                | 8                | 11               | 12               | -                | - | -                    | -                    | -                    |                      |                      |
| 1995-1996  | Kings de Los Angeles     | LNH        | 74  | 16               | 27               | 43               | 38               | -                | - | -                    | -                    | -                    |                      |                      |
| 1996-1997  | Mighty Ducks d'Anaheim   | LNH        | 65  | 9                | 21               | 30               | 44               | 4                | 0 | 0                    | 0                    | 2                    |                      |                      |
| 1997-1998  | Mighty Ducks d'Anaheim   | LNH        | 27  | 4                | 7                | 11               | 12               | -                | - | -                    | -                    | -                    |                      |                      |
| 1997-1998  | Ice Dogs de Long Beach   | LIH        | 30  | 18               | 28               | 46               | 54               | 13               | 1 | 10                   | 11                   | 38                   |                      |                      |
| 1998-1999  | EV Zoug                  | LNA        | 40  | 9                | 41               | 50               | 81               | 5                | 0 | 2                    | 2                    | 2                    |                      |                      |
| Totaux LNH | Totaux LNH               | Totaux LNH | 383 | 70               | 133              | 203              | 225              | 12               | 3 | 2                    | 5                    | 16                   |                      |                      |

## Trophées et honneurs personnels
- 1990-1991 :
  - nommé dans la première équipe d'étoiles de la LAH.
  - remporte le trophée John-B.-Sollenberger du meilleur pointeur de la LAH.
  - remporte le trophée Les-Cunningham du meilleur joueur de la LAH.
- 1991-1992 : nommé dans l'équipe des recrues de la LNH.